# Championnats d'Europe de Finn 2017
Navigation
2016 2018
Les championnats d'Europe de Finn 2017 sont une compétition internationale de sport nautique sous l'égide de la Fédération internationale de voile (ISAF). Cette édition 2017 se tient du 5 au 13 mai à Marseille en France.

## Résultats
| #  | Sportif           |
| -- | ----------------- |
| 1  | Jonathan Lobert   |
| 2  | Edward Wright     |
| 3  | Ben Cornish       |
| 4  | Anders Pedersen   |
| 5  | Zsombor Berecz    |
| 6  | Henry Wetherell   |
| 7  | Milan Vujasinovic |
| 8  | Ioánnis Mitákis   |
| 9  | Alican Kaynar     |
| 10 | Nicholas Heiner   |